# يحيى بن حمزة الحضرمي
يحيى بن حمزة بن واقد الحضرمي البهتلي الدمشقي، أبو عبد الرحمن القاضي (103 هـ - 183 هـ). كان قاضيا على دمشق في عهد أبي جعفر المنصور، وأحد رواة الحديث النبوي، ذكره ابن سعد في الطبقة الخامسة من محدثي أهل الشام.

## روايته للحديث النبوي
روى عن: إبراهيم بن سليمان الأفطس، وإبراهيم بن محمد البصري، وإسحاق بن عبد الله بن أبي فروة، وبرد بن سنان الشامي، وبشر بن العلاء بن زبر، وتميم بن عطية العسي الداراني، وثابت بن ثوبان، وثور بن يزيد الرحبي، وأبيه حمزة بن واقد الحضرمي، وحيوة بن شريح المصري، وراشد بن داود الصنعاني، وزهير بن محمد التميمي، وزيد بن واقد، وسعيد بن عبد العزيز التنوخي، وسفيان الثوري، وسليمان بن أرقم، وسليمان بن داود الخولاني، وضمضم بن زرعة، وعبد الرحمن بن ثابت بن ثوبان، وعبد الرحمن بن عمرو الأوزاعي، وعبد الرحمن بن يزيد بن جابر، وعبد العزيز بن عمر بن عبد العزيز، وأبي وهب عبيد الله بن عبيد الكلاعي، وعتبة بن أبي حكيم الهمداني، وعروة بن رويم اللخمي، وعطاء الخراساني، وعمرو بن مهاجر، والعلاء بن الحارث، وأبي حمزة عيسى بن سليم الرستني، ومحمد بن الوليد الزبيدي، ومطعم بن المقدام الصنعاني، وموسى بن يسار الشامي، ونصر بن علقمة الحضرمي، والنعمان بن المنذر، ويحيى بن الحارث الذماري، وأبي عبد العزيز يحيى بن عبد العزيز الأردني، وأبي عبد الله يزيد بن عبد الله النجراني، ويزيد بن عبيدة السكوني، ويزيد بن أبي مريم الشامي.
روى عنه: إبراهيم بن عبد الله بن العلاء بن زبر، وأبو النضر إسحاق بن إبراهيم بن يزيد الفراديسي، وجنادة بن محمد بن أبي يحيى المري، والحكم بن موسى القنطري، وسليمان بن عبد الرحمن ابن بنت شرحبيل، وعبد الله بن يوسف التنيسي، وأبو مسهر عبد الأعلى بن مسهر الغساني، وعبد الرحمن بن مهدي، وعلي بن حجر المروزي، ومحمد بن بكار بن بلال العاملي، ومحمد بن عائذ القرشي، ومحمد بن المبارك الصوري، وابنه محمد بن يحيى بن حمزة الحضرمي، ومروان بن محمد الطاطري، ومنصور بن أبي مزاحم، وهشام بن عمار، والهيثم بن خارجة، والوليد بن الحارث، والوليد بن مسلم وهو من أقرانه، ويحيى بن حسان التنيسي، ويزيد بن خالد بن موهب الرملي.

## أقوال العلماء فيه
- قال يحيى بن معين: ثقة.
- وقال أبو حاتم الرازي: كان صدوقا.
- وقال عثمان بن سعيد الدارمي، عن دحيم: ثقة عالم، عالم لا أشك، إلا أنه لقي علي بن زيد، وقد لقيه محمد بن شعيب وكان أصغر منه.
- وقال الآجري، عن أبي داود: ثقة. قلت: كان قدريا؟ قال: نعم.
- وقال النسائي: ثقة.
- وذكره ابن حبان في ثقاته.
- وقال يعقوب بن سفيان: حدثنا هشام بن عمار، قال: حدثنا يحيى بن حمزة وكان ثقة.
- وقال عبد الله بن محمد بن يسار: لا بأس به.
- وقال ابن سعد في طبقاته: كان كثير الحديث صالحه.
- وقال أبو زرعة الدمشقي: أعلم أهل الشام بحديث مكحول، وأجمعه لأصحابه: الهيثم بن حميد، ويحيى بن حمزة.
- وقال العجلي: ثقة.
- وقال يعقوب بن شيبة: ثقة مشهور.
- وقال ابن حجر العسقلاني: ثقة رمي بالقدر.
- وقال الذهبي: صدوق عالم.